# Espiga

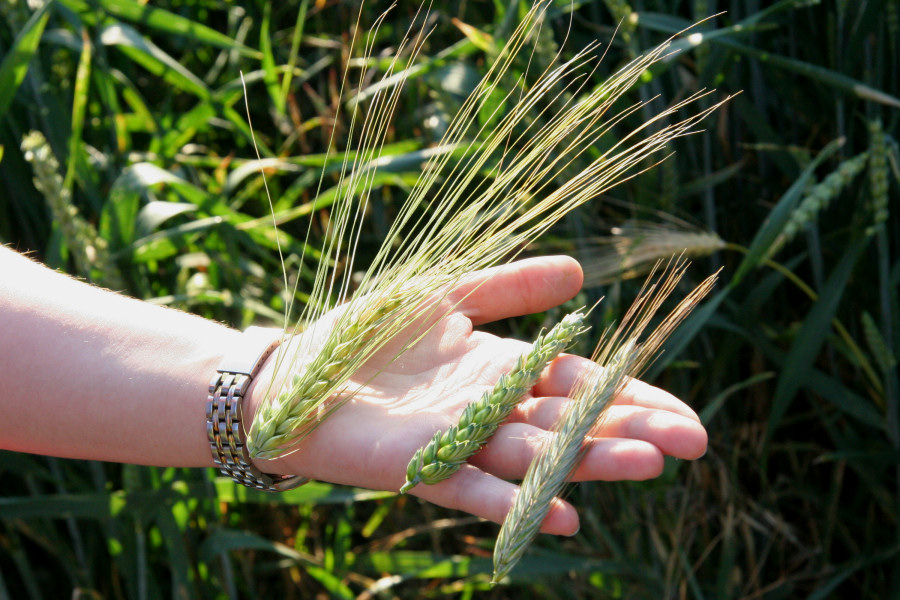
Espigas de cevada, trigo e centeio.

Espiga (do termo latino spica) é um tipo de inflorescência de flores sésseis ao longo de um ráquis (eixo da inflorescência). Quando o eixo é grosso e carnoso, a inflorescência chama-se de espádice.
Pode ser vista em muitas famílias botânicas, tais como: Arecaceae, Piperaceae, Orchidaceae entre outras. A espiga do trigo é uma espiga composta, pois, no eixo floral, há espiguetas sésseis e não flores solitárias.